# El Palmar (Beni)
El Palmar ist eine Ortschaft im Departamento Beni im Tiefland des südamerikanischen Andenstaates Bolivien.

## Lage im Nahraum
El Palmar ist die drittgrößte Ortschaft des Municipio San Borja in der Provinz Ballivián. El Palmar liegt auf einer Höhe von 255 m am Südostende des Höhenrückens der Sierra Muchanes zwischen den beiden Flüssen Río Baltazar und Río Chimal, die beide in östlicher Richtung in den Río Yacuma fließen.

## Geographie
El Palmar liegt im bolivianischen Teil des Amazonasbeckens östlich der Gebirgsketten des Landes in einem ganzjährig humiden Klima. Die mittlere Durchschnittstemperatur der Region liegt bei 26 °C (siehe Klimadiagramm Rurrenabaque) und schwankt nur unwesentlich zwischen 23 °C im Juni und Juli und gut 27 °C von Oktober bis Dezember. Der Jahresniederschlag beträgt knapp 2000 mm, mit einer ausgeprägten Regenzeit von Dezember bis März mit 200–300 mm Monatsniederschlag und niedrigsten Monatswerten knapp unter 100 mm von Juli bis September.

## Verkehrsnetz
El Palmar liegt in einer Entfernung von 301 Straßenkilometern westlich von Trinidad, der Hauptstadt des Departamentos, und 68 Straßenkilometer südwestlich von San Borja, dem Verwaltungssitz des Municipios.
Von Trinidad führt die weitgehend unbefestigte Nationalstraße Ruta 3 in westlicher Richtung über San Ignacio de Moxos und San Borja bis Yucumo.
In Yucumo zweigt die Ruta 8 in nördlicher Richtung ab, erreicht nach 20 Kilometern El Palmar und führt weiter über Rurrenabaque und Reyes bis nach Riberalta und Guayaramerín an der brasilianischen Grenze.

## Bevölkerung
Die Einwohnerzahl des Ortes ist in dem Jahrzehnt zwischen den beiden letzten Volkszählungen um mehr als die Hälfte angestiegen:
| Jahr | Einwohner         | Quelle       |
| ---- | ----------------- | ------------ |
| 1992 | keine Detaildaten | Volkszählung |
| 2001 | 446               | Volkszählung |
| 2012 | 711               | Volkszählung |
| 2024 |                   | Volkszählung |